# Islay (província)
Islay é uma província do Peru localizada na região de Arequipa. Sua capital é a cidade de Mollendo.

## Distritos da província
- Cocachacra
- Dean Valdivia
- Islay
- Mejía
- Mollendo
- Punta De Bombon